# Keramos Wien
Die Keramos, später Keramos AG beziehungsweise Keramos KG, war eine Wiener Keramikmanufaktur, die sich vor allem in der Zwischenkriegszeit einen Namen gemacht hat. Neben eigenen Entwürfen wurden ab 1932 auch Entwürfe der aufgelösten Wiener Werkstätte produziert. In über 60 Jahren Unternehmensgeschichte  wurden rund 3000 Modellentwürfe von etwa 60 Keramikern produziert.
Keramos führte auch Aufträge der Wiener Werkstätte aus, so zum Beispiel Vasen von Dagobert Peche.

## Geschichte

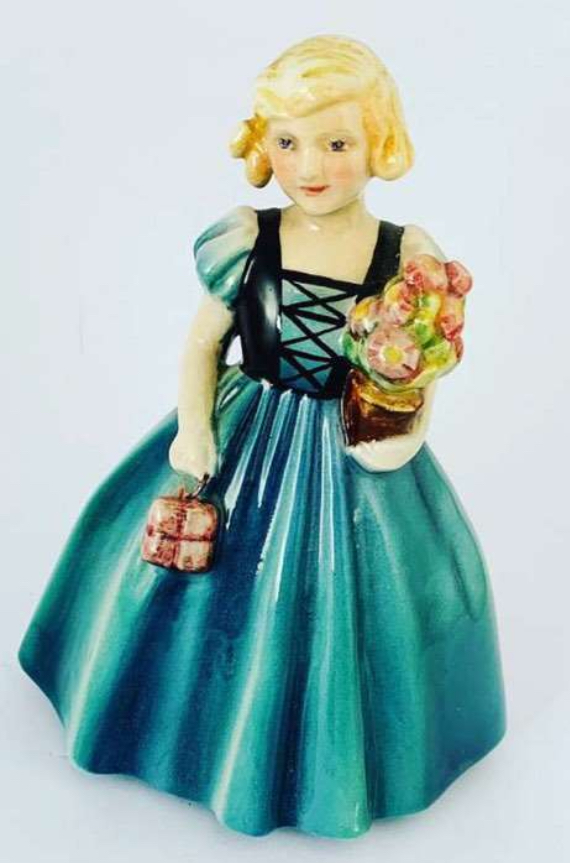
Keramos Blumenmädchen

Die Ursprünge der Firma Keramos liegen in zwei Firmen gleichen Namens. Die Firma Keramos – Invalidengesellschaft für Wiener Kunstkeramik wurde Ende 1919 auf Initiative der drei Keramiker Rudolf Wolf, Heinrich Wolf und Ludwig Rys, die im I. Weltkrieg zu Invaliden geworden waren, gegründet. Im September 1920 konnte mit der Produktion begonnen werden. Erzeugt wurden kunstkeramische Lampen, Figuren, Vasen und Dosen.
Die Firma Keramos – Wiener Kunstkeramik und Porzellanmanufaktur  wurde 1920 gegründet. Josef Hoffmann war lange Zeit Gesellschafter der Keramos, ebenso wie der von Anfang an engagierte Bildhauer Rudolf Podany, der eine große Zahl an Entwürfen schuf. Ab 1921 wurde Anton Klieber angestellt, der ebenso für einen Großteil der Modelle verantwortlich zeichnete.

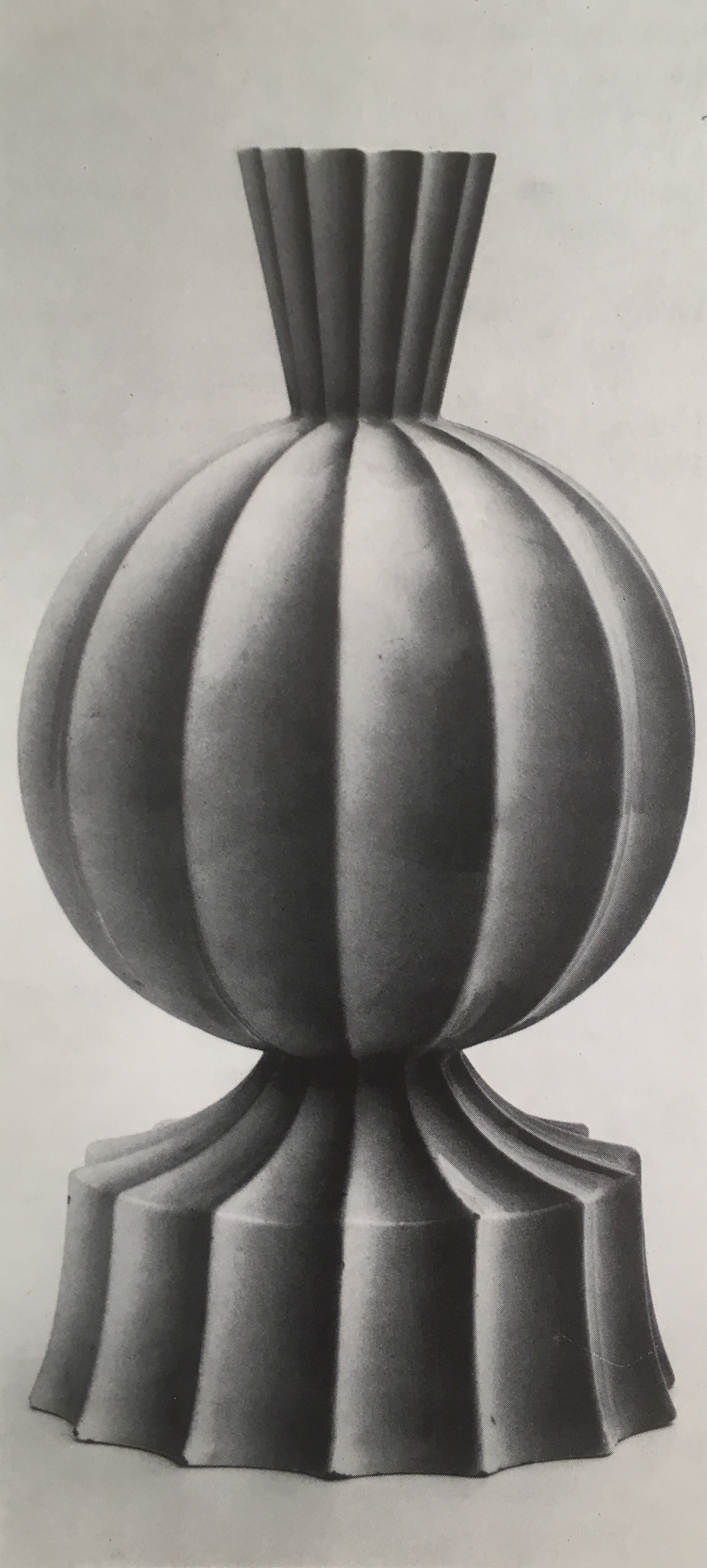
Keramos, Lampenfuß, um 1925

Um 1924 wurde beide Firmen fusioniert und in eine AG umgewandelt, kaufmännischer Direktor wurde Otto Köller, die technischen Direktoren wurden die Brüder Rudolf und Heinrich Wolf.

„Einige Kriegsinvalide Keramiker gründeten mit Hilfe einiger Künstler eine Werkstätte, die in der Folge vom Staat finanziert und späterhin unter dessen Beteiligung vergrößert und in eine Aktien-Gesellschaft umgewandelt wurde.“

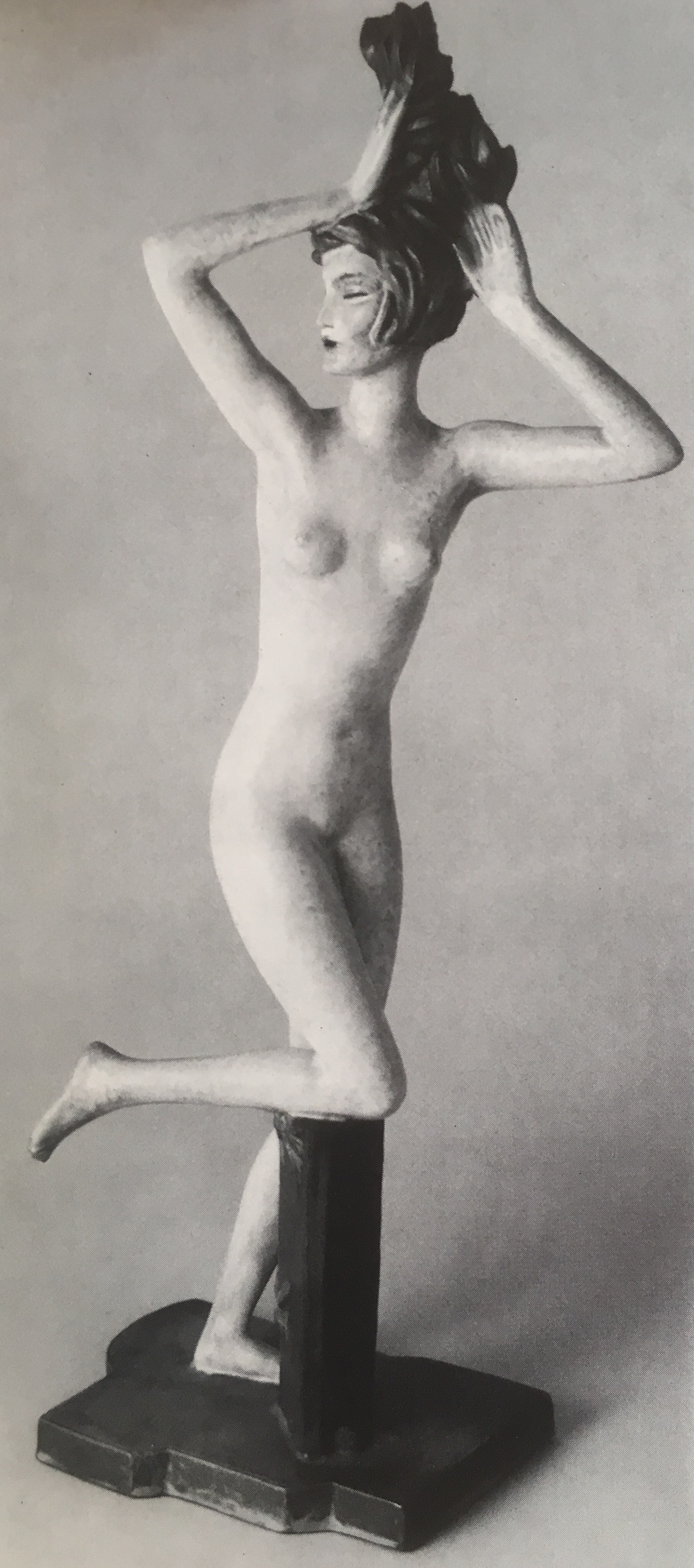
Keramos: Daphne, um 1925

Der Sitz des Unternehmens befand sich in der Hofburg, Schwarze-Adler-Stiege, die Fabrik im 10. Wiener Gemeindebezirk, Schleiergasse 17. Künstlerische Mitarbeiter zu dieser Zeit waren Eduard Klablena, Otto Prutscher, Karl Perl, Karin Jarl-Sakellarios, Ida Schwetz-Lehmann und Grete Fucik-Fischmeister. Am 23. Februar 1928 wurde die Dreiecksmarke im Markenregister eintragen. Produziert wurde nun auch für die Wiener Werkstätte.
Schwierigkeiten für die Firma entstanden durch die Weltwirtschaftskrise. Um 1932 wurden 50 Mitarbeiter beschäftigt sowie eine größere Anzahl Modelle von Eduard Klabena und der aufgelösten Wiener Werkstätte übernommen. Die nun bei Keramos entstandenen Arbeiten wurden bis nach 1941 mit deren Firmenmarken bezeichnet. Ab 1939 bekam man die wirtschaftliche Lage des Unternehmens durch die Übernahme der Produktion von keramischen Winterhilfswerk-Abzeichen, den sogenannten WHW-Abzeichen, wieder besser in den Griff.

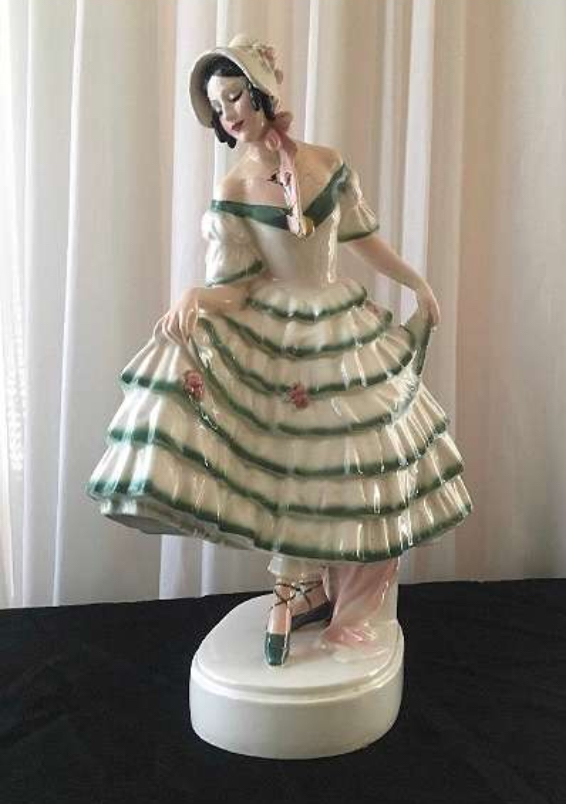
Keramos Tänzerin

Die Firma wird vor 1941 in eine KG  namens Keramos, Wiener Kunstkeramik und Porzellanmanufaktur Brüder Wolf KG umgewandelt. Otto Köller war ab diesem Zeitpunkt nicht mehr tätig.
Nach dem Ende des II. Weltkrieges empfahl Robert Obsieger Robert Mathis als neuen Leiter von Keramos, welcher schon 1945 die Führung der Keramikmanufaktur übernahm. 1949 führte Mathis ein neues Firmenlogo ein, das neben der bestehenden Dreiecksmarke verwendet wurde, die sogenannte Wappenmarke.

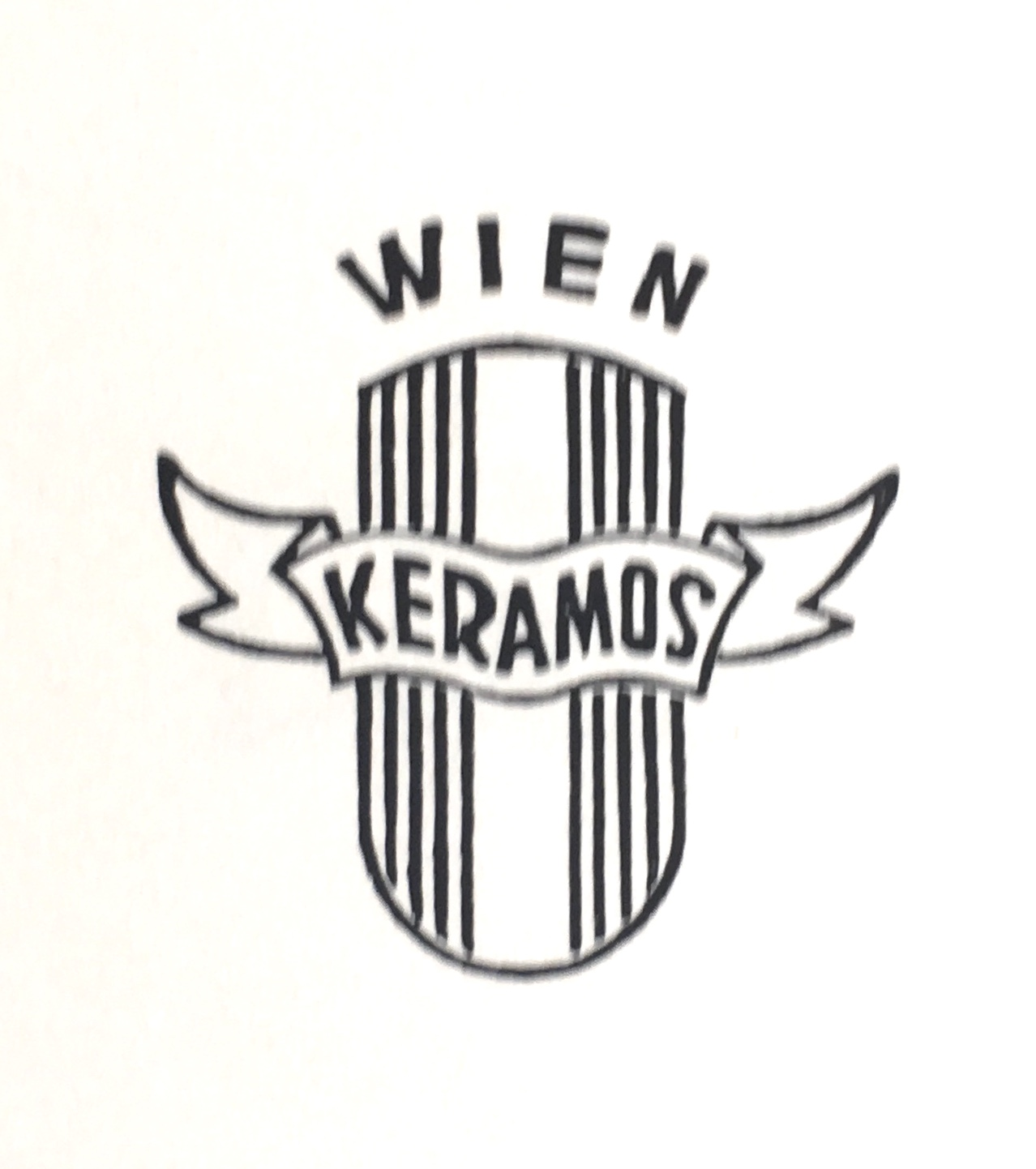
Keramos Wappenmarke

Als Keramiker arbeiteten weiterhin Anton Klieber und Rudolf Podany, außerdem engagierte man neue Künstler wie Josef Lorenzl und Stephan Dakon, die beide zuvor schon für Goldscheider gearbeitet hatten, sowie Rudolf Chocholka, Karl Grössl und Ina Eisenbeisser. Es entstanden neue Modelle wie Tänzerinnen, Kinderfiguren, Tiere und Akte, ab Mitte der 50er Jahre auch die bekannten Wandmasken, Jugendliche sowie Pudel, die dem damaligen Trend entsprachen. Daneben fertigte man aber immer noch traditionelle Entwürfe wie Madonnenstatuen und -büsten, Heilige und Engel.

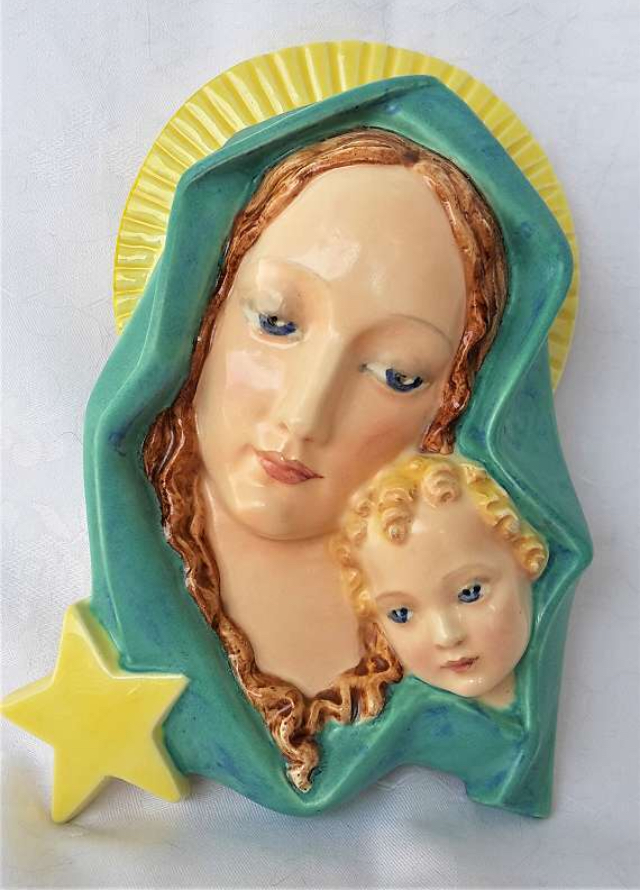
Keramos Madonna

Ebenfalls ein wichtiger Produktionszweig wurde Gebrauchskeramik wie Geschirr, Vasen, Lampenfüße, Kerzenhalter und Blumentöpfe, außerdem war eine Zusammenarbeit mit der deutschen Manufaktur Carstens Anfang der 60er Jahre ebenso lukrativ.
Im Lauf der 60er Jahre wurden die Absatzmärkte für figürliche Keramik immer schwieriger. Also verlagerte man bis 1982 die Produktion zunehmend auf Gebrauchskeramik, da aufgrund des sich veränderten Geschmacks und Zeitgeists Keramikfiguren nicht mehr modern waren. Letztendlich wurde die wirtschaftliche Situation bei Keramos immer schwieriger und Klaus Mathis, der Sohn von Robert Mathis und damaliger Direktor, der seinem Vater zu Beginn der 70er Jahre an der Unternehmensspitze nachgefolgt war, leitete mit Jahresende 1982 die Liquidation der Firma ein.

## Mitarbeiter
Folgende künstlerische Mitarbeiter waren im Lauf der Zeit für Keramos tätig:  Hans Adametz, Franz Barwig der Ältere, Franz Barwig der Jüngere, Andreas Beck, Hans Bolek, Angelo Bortolotti, Hertha Bucher, Rudolf Chocholka, Stephan Dakon, Ferdinand Doblinger, Eckstein, Franz Eggenberger, Ina Eisenbeisser, Englich, Stephan Erdös, Alois Feichtinger, Feyslitz, Hans Friedberger, Grete Fucik-Fischmeister, Kurt Goebel, Anton Grath, Karl Grössl, M. Günther, Otto Hafenrichter, Arnold Hartig, Friedrich Herkner, Trude Hillinger, Leopold Hohl, Hostasch, Karl Jamök, Karin Jarl-Sakellarios, Eduard Klablena, Klar, Anton Klieber, Maria Klinger, Josef Kostial, Josef Lorenzl, Wilhelm Otto Lugerth, Viktor Matula, Gusty Mundt-Amman, Novotny, Carl Perl, Rudolf Podany, Friedrich Pollak, Hugo Postl, Adolf Prischl, Otto Prutscher, Max Rieder, Elisabeth Rieger-Hofmann, Walter Ritter, Willibald Russ, Karl Sailer, Schönberg, Schwarz, Ida Schwetz-Lehmann, Sult, Robert Ullmann, Otto Weigand, Ida Weiss-Moricz, Rudolf Wolf.

## Ausstellungen
- Jubiläumsausstellung des Wiener Kunstgewerbevereins, Österreichisches Museum, Wien 1924.
- Kunstgewerbeausstellung Paris, 1925.
- Ausstellung österreichischer Kunstgewerbe, Essen 1927.
- Weihnachtsschau im Wiener Künstlerhaus, 1929/30.
- Werkbundausstellung im Österreichischen Museum, Wien 1930.
- Ausstellung Die neuzeitliche Wohnung im österreichischen Museum, Wien 1930/31.
- Ausstellung Blume und Plastik, Wiener Künstlerhaus, 1931.
- Ausstellung 50 Jahre Wiener Kunstgewerbeverein im Österreichischen Museum, Wien 1934.
- Ausstellung des Neuen Werkbunds Österreichs im österreichischen Museum, Wien 1935/36.

## Auszeichnungen
- Silbermedaille (Kunstgewerbeausstellung Paris, 1925)